# ТЕЦ Ratchaburi World Cogeneration
12°40′31″ пн. ш. 101°19′32″ сх. д. / 12.67528° пн. ш. 101.32556° сх. д.
ТЕЦ Ratchaburi World Cogeneration — електростанція, споруджена у тайській індустріальній зоні Ратчабурі.
В 2014 та 2015 роках на майданчику станції стали до ладу два однотипні паргозові блоки потужністю по 112 МВт, у  кожному з яких дві газові турбіни живлять через відповідну кількість котлів-утилізаторів одну парову турбіну.
Станція отримала 25-річний контракт на викуп 90 % виробленої електроенергії державною електроенергетичною компанією Electric Generating Authority of Thailand (EGAT). При цьому вироблена ТЕЦ технологічна пара постачається підприємствам індустріальної зони Ратчабурі.
Подача блакитного палива до провінції Ратчабурі традиційно відбувалась із М'янми по газопроводу Пілок – Ратчабурі. Втім, на початку 2020-х років з огляду на можливі проблеми із поставками цього ресурсу (через вичерпання м'янмарських родовищ або політичну нестабільність в сусідній країні) виникли передумови для надходження блакитного палива через реверсований Ратчабурі – Вангной та плановану перемичку від П'ятого трубопроводу.
Проект реалізували через компанію Ratchaburi World Cogeneration Company, що на 60 % належить Thai World Power, а на 40 % Ratchaburi Electricity Generating Holding (також відома як RATCH), головним акціонером якої із часткою 45 % є згадана вище EGAT.